# Takara Tomy

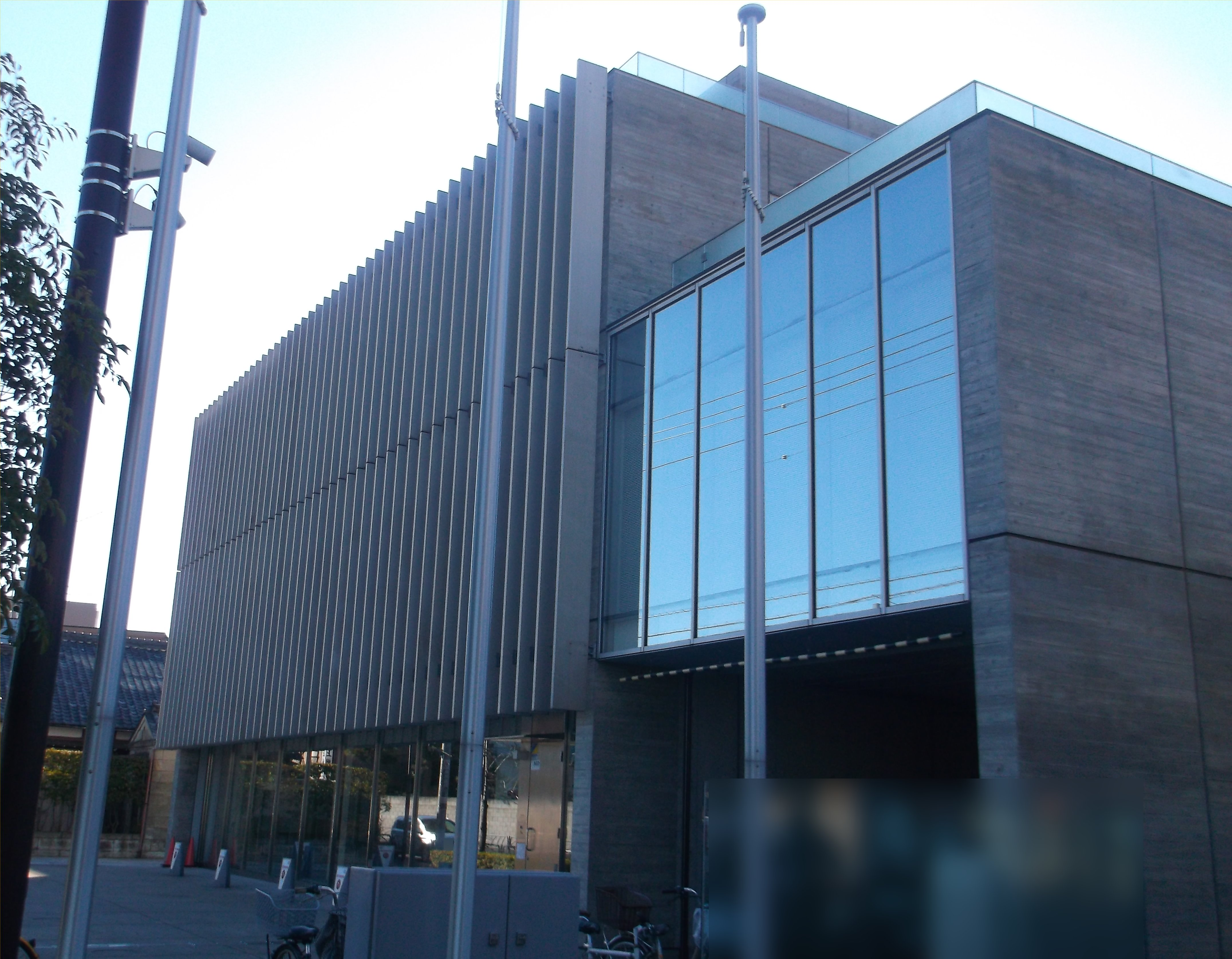
Takara Tomy Hauptquartier in Katsushika (2014)

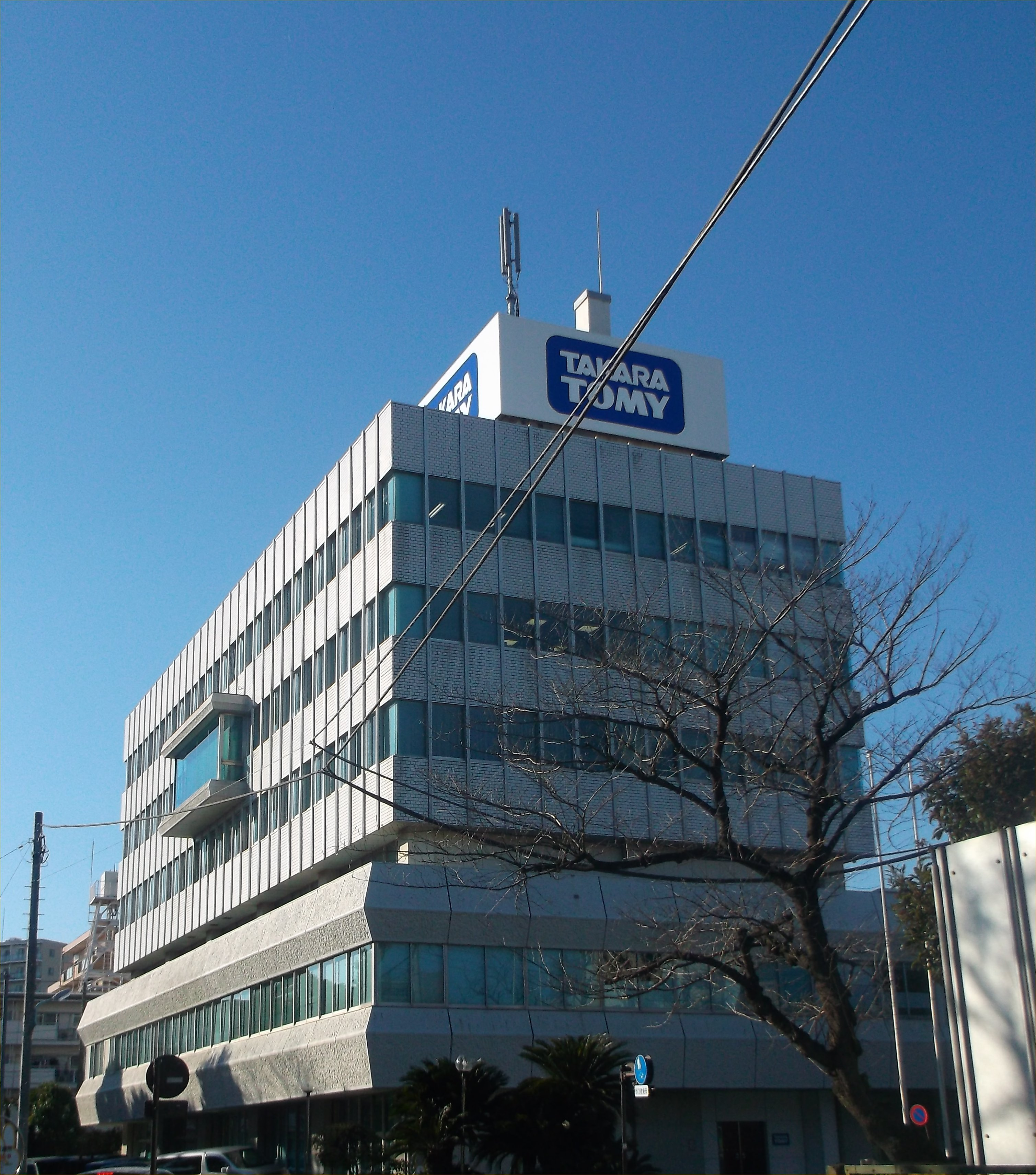
Takara Tomy in Katsushika (2014)

K.K. Takara Tomy (jap. 株式会社タカラトミー, Kabushiki kaisha Takara Tomī, engl. Tomy Company, Ltd.) ist ein Spielzeughersteller mit Hauptsitz in Katsushika, Tokio. Nach eigenen Angaben ist die Firma der viertgrößte Spielzeughersteller der Welt. Zu den bekanntesten Artikeln von Tomy zählen unter anderem „Beyblade“-Duellierkreisel, „Thomas, die kleine Lokomotive“-Lizenzartikel und der Klack-Pirat.

## Geschichte
Das Unternehmen Takara Tomy entstand am 1. März 2006 aus dem Zusammenschluss der K.K. Takara (株式会社タカラ) und der K.K. Tomy (株式会社トミー). Da Tomy international eine bekannte Marke für Vorschulprodukte war, während die Produkte von Takara international von anderen Unternehmen wie Hasbro vermarktet wurden, wurde als internationaler Name des Unternehmens Tomy Company, Ltd. gewählt.

### Geschichte Takara
Das Unternehmen wurde 1955 in Takaramachi, Katsushika, Tokio als Y.K. Satō Vinyl Kōgyōsho (有限会社佐藤ビニール工業所, Yūgen-gaisha Satō binīru kōgyōsho, dt. „Kunststoffgewerbe Satō GmbH“) gegründet. 1959 organisierte es sich neu als Aktiengesellschaft K.K. Satō Vinyl Kōgyōsho (株式会社佐藤ビニール工業所, Kabushiki-gaisha Satō binīru kōgyōsho). In den nächsten Jahren nannte es sich mehrfach um – zunächst 1960 in K.K. Takara Vinyl Kōgyōsha (株式会社宝ビニール工業所, Kabushiki-gaisha Takara binīru kōgygōsho), im Folgejahr wurde der Name Takara dann in Katakana geschrieben (株式会社タカラビニール工業所, Kabushiki-gaisha Takara binīru kōgygōsho); 1966 firmierte das Unternehmen als K.K. Takara (株式会社タカラ).
Ab 1984 wurden die Aktien öffentlich gehandelt, 1986 stieg Takara in die 2. Abteilung („mittelgroße Unternehmen“) und 1991 in die 1. Abteilung („große Unternehmen“) der Tokioter Börse auf.

### Geschichte Tomy
Tomy wurde 1924 von Eiichirō Tomiyama (富山 栄市郎) in Nishisugamo, Toshima, Tokio als Tomiyama Omocha Seisakujo (富山玩具製作所, dt. „Spielzeugherstellung Tomiyama“) gegründet. 1925 folgte der Umzug nach Taihei, Honjo (heute Stadtteil von Sumida), Tokio, und 1927 nach Terajima, Mukaijima (heute Stadtteil von Sumida), Tokio.
Eine Neuorganisation des Unternehmens wandelte es 1927 zur Kommanditgesellschaft G.K. Tomiyama Kōjō (合資会社富山工場, Gōshi-gaisha Tomiyama kōjō) um. 1941 wurde Taiyō Mokkōjō (太陽木工場, dt. „Sonnen-Sägemühle“) in Tateishi, Katsushika, Tokio gegründet.
1952 nannte sich die Firma in G.K. San’yō Omocha Seisakujō (合資会社三陽玩具製作所, dt. „Drei-Sonnen-Spielzeugherstellung“) und organisierte sich im Folgejahr als Aktiengesellschaft San’yō Kōgyō K.K. (三陽工業株式会社) neu. 1959 wurde der Vertriebszweig Tomiyama Shōji K.K. als (富山商事株式会社) unabhängig, und 1963 gab es wieder eine Umbenennung von San’yō Kōgyō K.K. zu Tomy Kōgyō K.K. (トミー工業株式会社) und von Tomiyama Shōji K.K. zu Tomy K.K. (トミー株式会社).
1968 brannte der Hauptsitz ab und wurde 1969 nach Tateishi verlegt. 1989 fusionierte Tomy Kōgyō K.K. mit der ehemaligen Verkaufsabteilung Tomy K.K. zu K.K. Tomy (株式会社トミー).
Tochtergesellschaften entstanden 1970 in Hong Kong (Tomy (Hong Kong) Ltd.), 1982 im Vereinigten Königreich (Tomy UK Ltd.), 1985 in Frankreich (Tomy France SARL.), 1987 in Thailand (Tomy (Thailand) Ltd.) und 2004 in der Volksrepublik China (Tomy (Shenzhen) Ltd. und Tomy (Shanghai) Ltd.).